# 시아누크빌 국제공항
시아누크빌 국제공항(크메르어: អាកាសយានដ្ឋានអន្តរជាតិខេត្តព្រះសីហនុ, 영어: Sihanoukville International Airport, IATA: KOS, ICAO: VDSV)은 프레이아 시아누크빌 주 시아누크빌에서 동쪽으로 20km 떨어진 곳에 위치한 캄보디아에서 세 번째로 큰 국제공항이다. 이것은 지방 자체와 마찬가지로 노로돔 시아누크 왕의 이름을 따서 지어졌다. IATA 코드 KOS는 시아누크빌의 대체 명칭인 곤퐁솜(Kompong Som)에서 유래되었다.

## 역사
비행장은 원래 1960년대에 소련의 지원을 받아 건설되었다. 크메르루주 시대와 이후 오랜 숙영기간을 거쳐 2007년 1월 15일 공항이 정식으로 재개장하였다. 활주로는 4E급 항공기를 수용하기 위해 2,500m(8,202ft)의 길이로 확장되었다. 기존 유도로 2개를 넓히고 4E급 항공기를 위한 화물 에이프런이 추가되었다. 그러나 착륙 직전인 2007년 6월 PMT 항공 241편 추락 사고가 일어 뒤 2011년까지 예정됐던 여객기 운항이 중단됐다.

## 운항 노선

### 국내선
| 항공사               | 목적지             |
| -------------------- | ------------------ |
| 캄보디아 앙코르 항공 | 시엠레아프, 프놈펜 |

### 국제선
| 항공사               | 목적지                                                |
| -------------------- | ----------------------------------------------------- |
| 루일리 항공          | 푸저우, 선양, 쿤밍                                    |
| 캄보디아 항공        | 시아누크빌, 마카오                                    |
| 스카이 앙코르 항공   | 우한, 청두, 지에양, 정저우, 샤먼, 이우, 상하이 (푸둥) |
| 캄보디아 앙코르 항공 | 호치민                                                |

## 통계
| 년도   | 승객합계 | 변화   | 항공기 합계 | 변화  |
| ------ | -------- | ------ | ----------- | ----- |
| 2012년 | 13,022   | 보합   | 349         | 보합  |
| 2013년 | 19,713   | 51.38  | 570         | 63.32 |
| 2014년 | 43,400   | 120.16 | 998         | 75.09 |
| 2015년 | 94,630   | 118.04 | 1,853       | 85.67 |
| 2016년 | 156,887  | 65.79  | 2,627       | 41.77 |
| 2017년 | 338,000  | 115.4  | 5,575       | 112.2 |
| 2018년 | 651,000  | 92.6   | 8,274       | 48.4  |

## 사건 및 사고
- 1972년 7월 7일 캄보디아 항공 커머셜의 더글러스 DC-3 화물기가 (등록번호: XW-PHW)시아누크빌 국제공항 착륙 시 활주로를 인명피해 없이 오버런했지만 파손되었다.
- 2007년 6월 25일, 시엠립에서 시아누크빌로 향하던 PMT 항공 241편이 운항하던 안토노프 An-24(등록번호XU-U4A)가 착륙 5분여 전에 추락해 탑승객과 승무원 22명 전원이 사망했다.

## 같이 보기
- 프놈펜 국제공항
- 시엠레아프 국제공항